# Allu
Allu è una minuscola isola disabitata situata nel Mar Baltico, a nord delle coste dell'Estonia. Dal punto di vista amministrativo è parte della contea di Harjumaa..

## Geografia
L'isola sorge 4,9 km a nord del villaggio costiero di Kaberneeme ed è amministrata dal comune di Jõelähtme. L'isola più vicina è Rammu, situata 380 metri a est. Ha una superficie di appena 11.300m² e il suo punto di massima elevazione è 1,5m sopra il livello del mare.